# 스탠리 카멜
스탠리 카멜(Stanley Kamel, 1943년 1월 1일 ~ 2008년 4월 8일)은 미국의 배우, 연극 배우, 텔레비전 배우, 영화배우이다.
로스앤젤레스에서 사망하였다. 사인은 심근 경색이다.

## 영화
- 인랜드 엠파이어 (2006년)
- 도미노 (2005년)
- 명탐정 몽크 시즌1~6 (2002~2008년) - 닥터 찰스 크로거 역
- 다크 엔젤 (2000년)
- 언더 프레셔 (2000년)
- 웹 오브 라이즈 (1999년)
- 카운터포스 2 (1998년)
- 위험한 댄스 (1994년)
- 오토매틱 (1994년)
- 닥터슬론 (1993년)
- 비버리힐즈의 아이들 (1990년)
- LA 로 (1986년)
- 스타 80 (1983년)
- 두 남자 (1982년)
- 천국의 문(영어판) (1979년)
- 형사 Q (1976년)
- 코작 (1973년)
- 우리 생애 나날들 (1965년)